# Julius Gitahi
Julius Gitahi (* 29. April 1978 in Nyeri) ist ein kenianischer Langstreckenläufer.

## Leben
1999 gewann er über 5000 m Gold bei den Panafrikanischen Spielen in Johannesburg, und im Jahr darauf wurde er bei den Olympischen Spielen in Sydney über dieselbe Distanz Neunter.
2007 siegte er beim Hokkaidō-Marathon, und 2008 wurde er Dritter beim Tokio-Marathon und Siebter beim Hokkaidō-Marathon.

## Persönliche Bestzeiten
- 3000 m: 7:31,13 min, 9. Juli 1998, Oslo
- 5000 m: 13:01,89 min, 5. August 1998, Stockholm
- 10.000 m: 27:11,17 min, 26. April 1998, Kōbe
- Halbmarathon: 1:01:33 h, 15. März 1998, Yamaguchi
- Marathon: 2:08:57 h, 17. Februar 2008, Tokio